# San Limato
San Limato è una frazione agricola del Comune di Sessa Aurunca, in Provincia di Caserta, in Campania, situata nei pressi del villaggio turistico di Baia Felice, (comune di Cellole) ove confina a nord, lungo la pianura del Litorale Domizio ai piedi del Monte Cicoli. La località costituita da una trentina di abitazioni private, costeggia a sud il Torrente d'Auria (o torrente San Limato), che la suddivide dal vicino Villaggio Le Perle, nel territorio di Sessa Aurunca. Come le vicine località turistiche, si popola solo ed esclusivamente nel periodo estivo. È dotata di uno stabilimento balneare denominato "Lido Toraldo".

## Monumenti e luoghi d'interesse

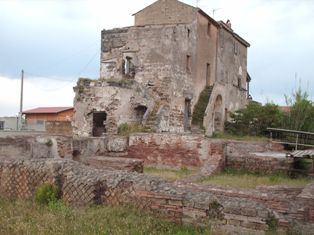
Masseria S.Limato e Ruderi della Villa Romana

Annessa alla località di San Limato da cui prende il nome, ma nell'attuale territorio di Baia Felice, Cellole, (originariamente territorio San Limato, Sessa Aurunca quando Cellole era ancora una frazione), vi sono i resti della famosa Villa Romana di Punta San Limato, caratterizzata da mosaici emersi dagli scavi dell'antica città di Sinuessae dal cripto-portico romano. 
Essa costituisce un lussuoso esempio dell’edilizia residenziale suburbana di Sinuessa.